# Chrysozephyrus dubernardi
Chrysozephyrus dubernardi är en fjärilsart som beskrevs av Riley 1939. Chrysozephyrus dubernardi ingår i släktet Chrysozephyrus och familjen juvelvingar. Inga underarter finns listade i Catalogue of Life.